# Gallo-Romeins Museum

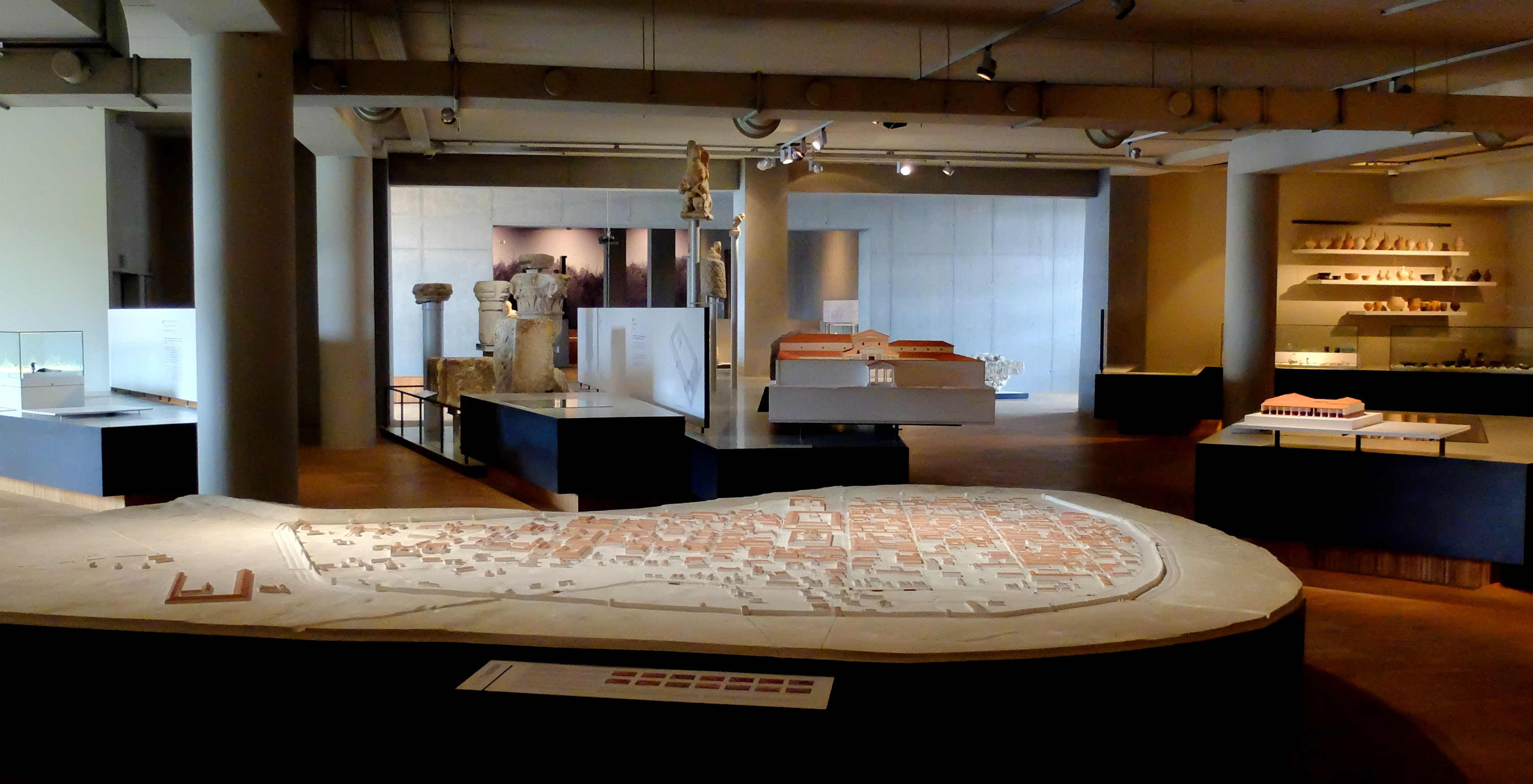
Gallo-Romeins Museum.

Gallo-Romeins Museum är ett arkeologiskt museum och forskningscenter i staden Tongeren i Limburg, Belgien. 
Museet invigdes 1954. Det fick 2011 priset European Museum of the Year Award.